# Provinciaal Integratiecentrum Limburg
Het Provinciaal Integratiecentrum Limburg, kortweg PRIC,  is een dienst binnen het provinciebestuur van de Belgische provincie Limburg. Het is de opvolger van de Provinciale Onthaaldienst voor Gastarbeiders, opgericht in 1965.
Het Provinciaal Integratiecentrum is de spil in het Limburgse integratiebeleid en werkt samen met de lokale integratiediensten en de federaties van minderheden.
Het Integratiecentrum heeft drie prioritaire werkterreinen: de eigen organisatie (het provinciebestuur), onderwijsinstellingen enorganisaties uit het zorg- en welzijnsveld.  
Het Provinciaal Integratiecentrum werkt aan drie doelstellingen: interculturalisering, sociale cohesie en service- en productontwikkeling. 
- Interculturalisering

Doel van interculturalisering is dat instellingen en organisaties oog krijgen voor diversiteit. Diversiteit dringt dan door in alle facetten: beleid, personeel en toegankelijkheid van het aanbod. 
- Sociale cohesie

Werken aan sociale cohesie is de samenhang in buurten, wijken en gemeenten bevorderen. Hiervoor stimuleert het Integratiecentrum de samenwerking binnen de integratiesector en ondersteunt het Integratiecentrum het lokaal beleid. 
Bijzondere thema’s zijn: meer standplaatsen voor woonwagenbewoners, de integratie van de lokale Islam, nieuwe immigratie, de positie van asielzoekers, vluchtelingen en mensen zonder wettig verblijf en de bevordering van het intercultureel sociaal kapitaal.
- Service en producten

Het Provinciaal Integratiecentrum onderzoekt de multiculturele samenleving en informeert de Limburger via verschillende kanalen: het Jaarboek Migratie en Integratie, de nieuwsbrieven, de website,...
Het Provinciaal Integratiecentrum biedt verder een aantal services aan, waaronder rechtshulp, documentatiecentrum en bibliotheek, een sociale tolkendienst, informatie over multiculturele verenigingen en studiedagen.